# Cinara piniformosana
Cinara piniformosana är en insektsart som först beskrevs av Takahashi, R. 1923.  Cinara piniformosana ingår i släktet Cinara och familjen långrörsbladlöss. Inga underarter finns listade i Catalogue of Life.